# Deltochilum lobipes
Deltochilum lobipes är en skalbaggsart som beskrevs av Bates 1887. Deltochilum lobipes ingår i släktet Deltochilum och familjen bladhorningar. Inga underarter finns listade i Catalogue of Life.